# Steve Fuller

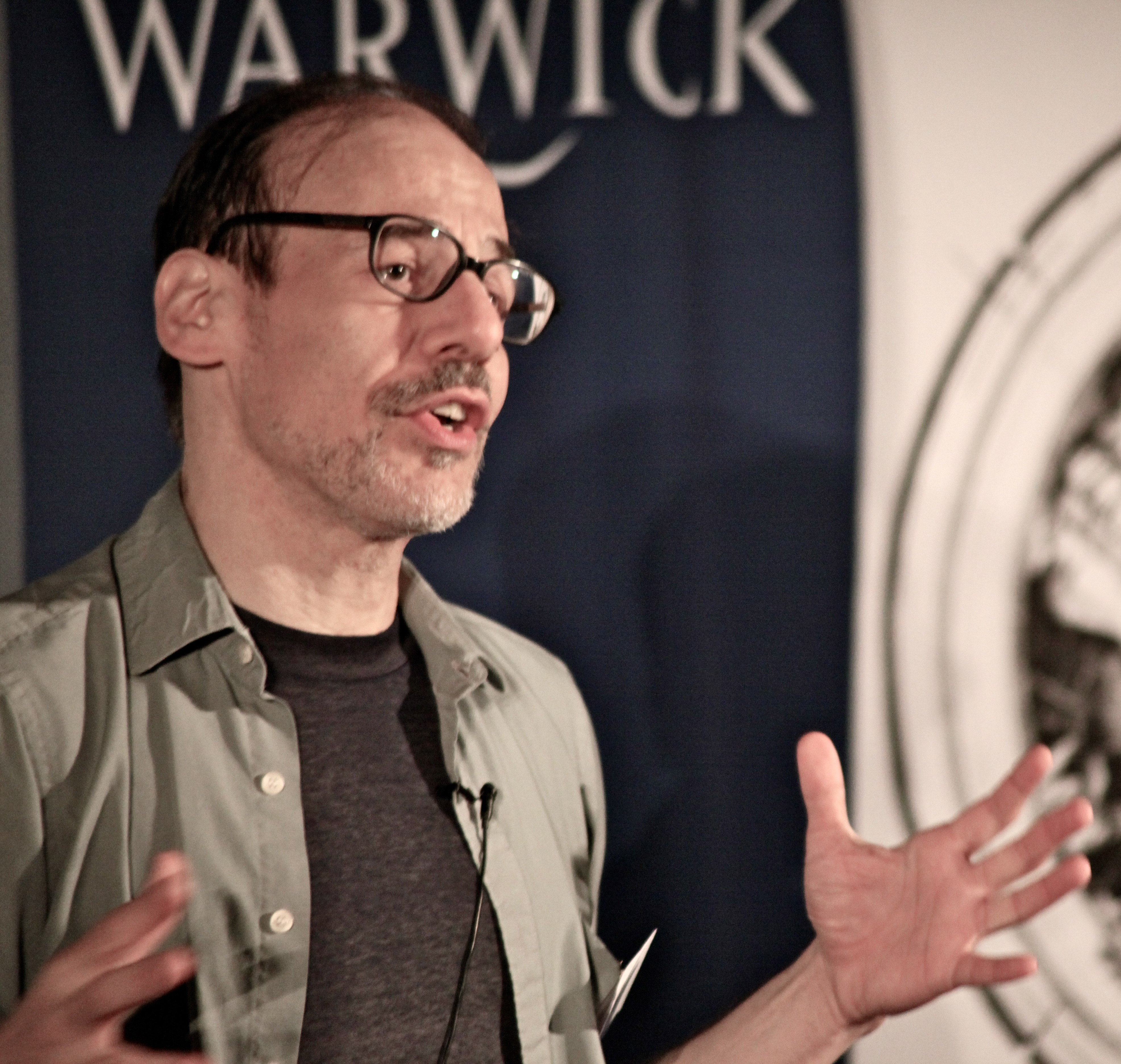
Steve Fuller

Steve William Fuller (* 12. Juli 1959 in New York) ist ein US-amerikanischer Soziologe. Er gilt als Begründer einer so genannten "sozialen Erkenntnistheorie" (social epistemology). Über die Grenzen der Wissenschaft hinaus wurde er vor allem durch seine Position zu Intelligent Design bekannt – Fuller vertritt eine wissenschaftliche Existenzberechtigung dieser Theorie.

## Leben
Fuller besuchte ein Jesuiten-College in Manhattan mit Hilfe eines Stipendiums. Ab 1976 studierte er an der Columbia University sowie in Cambridge. Seine Studienfächer waren Geschichte, Philosophie und Wissenssoziologie. 1985 promovierte Fuller an der University of Pittsburgh zum Thema: "Begrenzte Rationalität in Gesetz und Wissenschaft". Fuller lehrte und forschte an der University of Colorado at Boulder, Virginia Tech und der University of Pittsburgh. Im Jahre 1994 wurde er als ordentlicher Professor für Soziologie und Sozialpolitik an die University of Durham in England berufen. Seit 1999 hat Fuller einen Lehrstuhl an der University of Warwick inne. Er ist regelmäßiger Gastdozent an verschiedenen Universitäten, in Deutschland beispielsweise an der Zeppelin Universität in Friedrichshafen, und hat 21 Bücher und zahlreiche Zeitschriftenartikel veröffentlicht. 

## Film
Fuller tritt im Dokumentarfilm von Ben Stein Expelled: No Intelligence Allowed auf und gibt dabei Folgendes von sich: If you take seriously that evolution has to do with the transition of life forms, and that life and death are just natural processes, then one gets to be liberal about abortion and euthanasia. All of those kinds of ideas seem to me follow very naturally from a Darwinian perspective-- a deprivileging of human beings, basically. And I think people who want to endorse Darwinism have to take this kind of viewpoint very seriously. "Wenn Sie die Theorie der Evolution ernst nehmen, nämlich dass diese mit dem Übergang von Lebensformen zu tun hat. Dann sind Leben und der Tod nur natürliche Prozesse. Dann wird man liberaler gegenüber den Themen Abtreibung und Euthanasie. Alle diese Arten von Ideen scheinen mir die natürliche Folge aus einer darwinistischen Perspektive zu sein - im Grunde eine Deprivilegierung des Menschen. Und ich glaube, die Leute, die den Darwinismus unterstützen, müssen diesen Gedanken sehr ernst zu nehmen".

## Werke
- Social Epistemology, Indiana University Press, 1988 (2nd edition, 2002).
- Philosophy of Science and Its Discontents, Westview Press, 1989 (2nd edition, Guilford Press, 1993).
- Philosophy, Rhetoric, and the End of Knowledge, University of Wisconsin Press, 1993 (2nd edition, with James H. Collier, Lawrence Erlbaum Associates, 2004)
- Science, Open University Press (UK) and University of Minnesota Press (US), 1997.
- The Governance of Science, Open University Press, 2000.
- Thomas Kuhn: A Philosophical History for Our Times, University of Chicago Press, 2000.
- Knowledge Management Foundations, Butterworth-Heinemann, 2002. ISBN 0-7506-7365-6
- Kuhn vs. Popper: The Struggle for the Soul of Science, Icon Books (UK) and Columbia University Press (US), 2003.
- The Intellectual, Icon Books, 2005.
- The Philosophy of Science and Technology Studies, Routledge, 2006
- The New Sociological Imagination, Sage, 2006.
- The Knowledge Book: Key Concepts in Philosophy, Science and Culture, Acumen (UK) and McGill-Queens University Press (NA), 2007
- New Frontiers in Science and Technology Studies, Polity, 2007
- Science vs. Religion? Intelligent Design and the Problem of Evolution, Polity, 2007
- Dissent Over Descent: Intelligent Design's Challenge to Darwinism, Icon Books, 2008
- The Sociology of Intellectual Life: The Career of the Mind In and Around the Academy, Sage, 2009.
- Science, (The Art of Living Series, Ed. Mark Vernon) Acumen, 2010
- Humanity 2.0: What It Means to Be Human Past, Present and Future , Palgrave Macmillan 2011
- Preparing for Life in Humanity 2.0, Palgrave Macmillan 2012
- The Proactionary Imperative: A Foundation for Transhumanism (with Veronika Lipinska), Palgrave Macmillan 2014
- Knowledge: The Philosophical Quest in History, Routledge 2014